# Kit Connor
Kit Sebastian Connor (ur. 8 marca 2004 w Croydon) – brytyjski aktor.
Zagrał m.in. w filmach: Uwolnić Mikołaja! (2014), Rocketman (2019) i Kwiat szczęścia (2019) oraz w serialu Netfliksa Heartstopper (2022).

## Życiorys
Urodził się w Croydon w Londynie. Uczęszczał do Hayes Primary School w Kenley, a następnie do Whitgift School w South Croydon.
Zadebiutował na ekranie w wieku ośmiu lat, występując w niewielkich rolach w sitcomie Chickens na Sky One, w filmie An Adventure in Space and Time i w brytyjskim serialu Na sygnale. Wystąpił jako Tom Anderson w świątecznej komedii Uwolnić Mikołaja! (2014) i gościnnie w roli Archiego Becklesa w serialu CBBC Rocket's Island (2014). Wystąpił także jako młody Pietia Rostow w miniserialu Wojna i pokój (2016) i Bob Sheehan w miniserialu SS-GB (2017).
Jako aktor teatralny zadebiutował na scenie Donmar Warehouse w spektaklu Welcome Home, Captain Fox!.
W 2018 wystąpił w filmach: Na głęboką wodę, Stowarzyszenie Miłośników Literatury i Placka z Kartoflanych Obierek i Rzeźnia oraz filmie telewizyjnym BBC One Grandpa's Great Escape. Wystąpił też w roli Alexandra w przedstawieniu Fanny & Alexander w teatrze The Old Vic. Wcielił się w postać nastoletniego Eltona Johna w filmie muzycznym Rocketman (2019) i zagrał Joe Woodarda w filmie Kwiat szczęścia (2019). Również w 2019 zaczął podkładać głos Pantalaimona w serialu fantasy BBC One i HBO Mroczne materie.

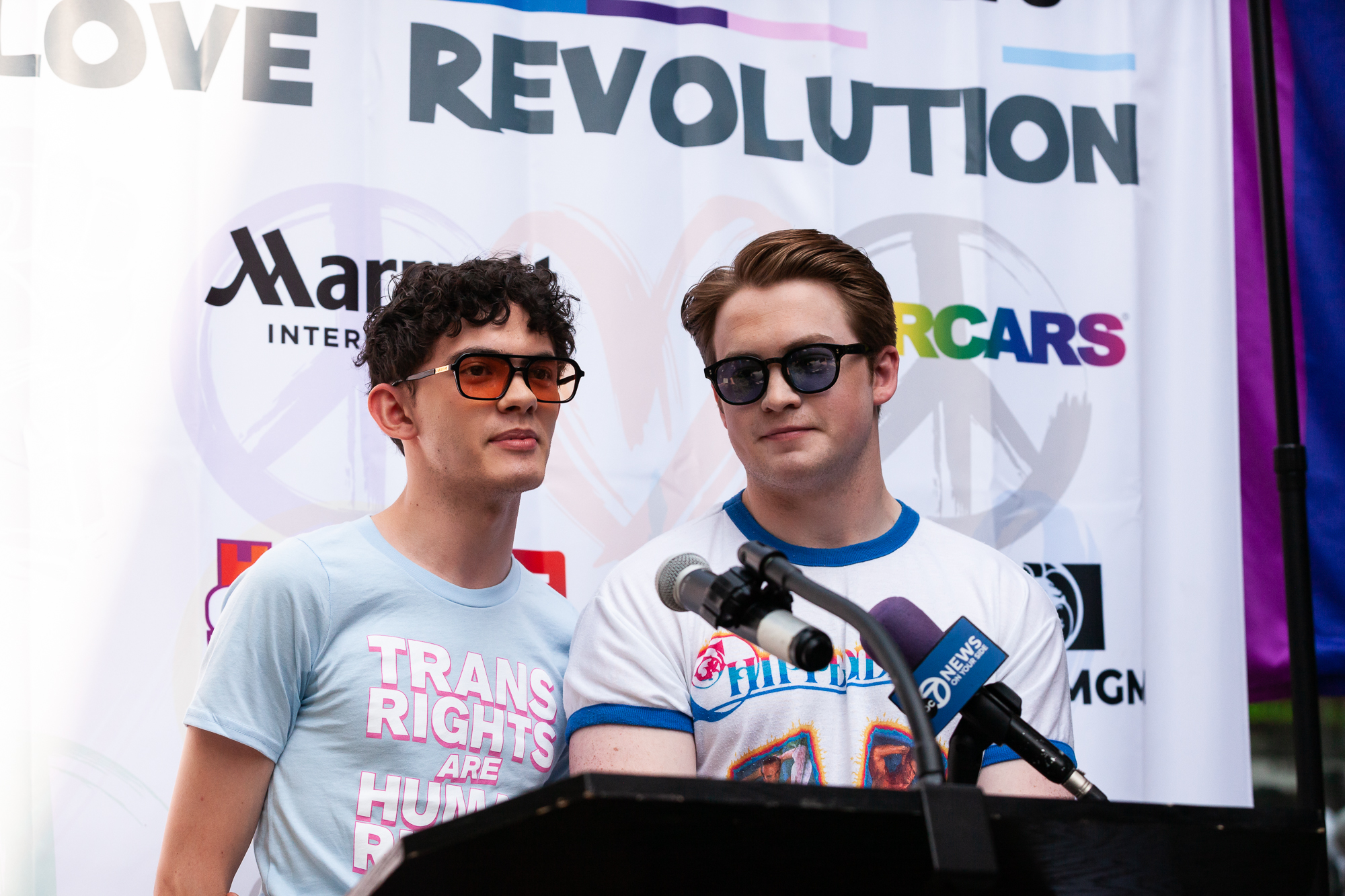
Joe Locke i Connor (2023)

Wystąpił w serialu Netflixa Heartstopper (2022–2024), adaptacji webkomiksu i powieści graficznej o tym samym tytule autorstwa Alice Oseman. Wziął udział w przesłuchaniu do roli Charliego (Joe Locke), ale został obsadzony w roli drugiego głównego bohatera, Nicholasa „Nicka” Nelsona.

## Życie prywatne
W październiku 2022 ujawnił się jako osoba biseksualna.

## Filmografia

### Filmy
| Rok  | Tytuł                                                                | Rola                  | Źr. |
| ---- | -------------------------------------------------------------------- | --------------------- | --- |
| 2014 | Uwolnić Mikołaja!                                                    | Tom Anderson          |     |
| 2015 | Pan Holmes                                                           | Boy                   |     |
| 2018 | Na głęboką wodę                                                      | Simon Crowhurst       |     |
| 2018 | Player One                                                           | Reb Kid               |     |
| 2018 | Stowarzyszenie Miłośników Literatury i Placka z Kartoflanych Obierek | Eli Ramsey            |     |
| 2018 | Rzeźnia                                                              | Wootton               |     |
| 2019 | Rocketman                                                            | młody Reginald Dwight |     |
| 2019 | Kwiat szczęścia                                                      | Joe Woodard           |     |

### Seriale
| Rok       | Tytuł                          | Rola                   | Uwagi                          | Źr. |
| --------- | ------------------------------ | ---------------------- | ------------------------------ | --- |
| 2013      | Chickens                       | Clem                   | 1 odcinek                      |     |
| 2013      | An Adventure in Space and Time | Charlie                | film telewizyjny               |     |
| 2013      | Na sygnale                     | Barnaby Lee            | 1 odcinek                      |     |
| 2014–2015 | Rocket's Island                | Archie Beckles         | główna rola                    |     |
| 2015      | The Frankenstein Chronicles    | Joey                   | 1 odcinek                      |     |
| 2016      | Wojna i pokój                  | młody Petya Rostov     | 3 odcinki                      |     |
| 2016      | Grantchester                   | Charlie Jones          | 1 odcinek                      |     |
| 2017      | SS-GB                          | Bob Sheenan            | mini serial; rola drugoplanowa |     |
| 2018      | Grandpa's Great Escape         | Jack                   | film telewizyjny               |     |
| 2019–2022 | Mroczne materie                | Pantalaimon (głos)     | rola drugoplanowa              |     |
| 2022      | Heartstopper                   | Nicholas "Nick" Nelson | rola główna                    |     |

### Występy teatralne
| Rok  | Tytuł                      | Rola      | Uwagi                    | Źr. |
| ---- | -------------------------- | --------- | ------------------------ | --- |
| 2016 | Welcome Home, Captain Fox! | Small Boy | Donmar Warehouse, Londyn |     |
| 2018 | Fanny & Alexander          | Alexander | Old Vic Theatre, Londyn  |     |